# Changjianglu
Changjianglu (kinesiska: 长江路, 长江路街道) är en socken i Kina. Den ligger i provinsen Shandong, i den östra delen av landet, omkring 290 kilometer öster om provinshuvudstaden Jinan. Antalet invånare är 198710. Befolkningen består av 94 442 kvinnor och 104 268 män. Barn under 15 år utgör 12,0 %, vuxna 15-64 år 84 %, och äldre över 65 år 3,0 %.
Genomsnittlig årsnederbörd är 918 millimeter. Den regnigaste månaden är juli, med i genomsnitt 259 mm nederbörd, och den torraste är januari, med 11 mm nederbörd.